# Амаки, Салли
Салли Амаки (яп. 天城サリー Амаки Сари:, род. 26 апреля 2000, Лос-Анджелес, Калифорния) — американская певица и актриса озвучивания, проживающая в Токио, Япония. Она является членом и «зарубежным лицом» идол-группы 22/7, которая дебютировала в 2017 году. В группе она выступает как живая участница, так и в качестве анимационного персонажа «Сакура Фудзима» (яп. 藤間 桜 Фудзима Сакура), для которого записывает движения и голос.
Помимо этого, она озвучивает других персонажей, включая Акуби из Pandora to Akubi, Кэрол Олстон из Tomo-chan Is a Girl! и Кирико из Overwatch 2.

## Личная жизнь
Оба родителя Амаки — японцы, которые эмигрировали в Лос-Анджелес, где встретились и поженились, что делает её американкой японского происхождения во втором поколении. У неё есть старший брат.
До переезда в Японию занималась балетом и фигурным катанием, причём последним — у олимпийского фигуриста Дениса Тена. Её родной язык — английский, и в дополнение к японскому она также немного говорит на французском и испанском. Амаки является сторонником ЛГБТ.

## Карьера
В 2016 году Амаки самостоятельно переехала из Лос-Анджелеса в Японию, чтобы заняться озвучиванием, так как чувствовала, что аниме положительно повлияло на её жизнь, поэтому она хотела внести свой вклад. Она провалила множество прослушиваний, отчасти из-за ограниченного владения японским языком. В декабре 2016 года прошла успешное прослушивание для проекта Ясуси Акимото по созданию идол-аниме-группы девушек, позже названной 22/7, несмотря на то, что изначально не хотела становиться идолом.
После создания группы Амаки привлекла международную аудиторию, когда её ролик с шутками на английском языке в Твиттере стал вирусным. В итоге её персонаж был переписан как англоязычный. В мае 2018 года она и несколько других участников группы 22/7 завели свои официальные аккаунты в Твиттере. Амаки публикует твиты как на английском, так и на японском языках. В июне 2018 года приняла участие в виртуальной маркетинговой кампании 22/7 на YouTube в роли Сакуры Фудзимы. В июле 2018 года появилась на выставке Anime Expo 2018 в Лос-Анджелесе вместе с другими участницами группы, Мэй Ханакавой и Рейной Миясэ.
19 июня 2019 года Амаки сообщила, что с момента присоединения к группе страдает от социофобии, поэтому будет отсутствовать на всех мероприятиях, пока проходит лечение.

## Дискография
| Название                                                           | Год  | Высшая позиция в чартах | Высшая позиция в чартах | Продажи         |
| Название                                                           | Год  | JPN                     | JPN Hot                 | Продажи         |
| ------------------------------------------------------------------ | ---- | ----------------------- | ----------------------- | --------------- |
| "Boku wa Sonzai Shiteinakatta" (яп. 僕は存在していなかった)        | 2017 | 10                      | 52                      | - Япония: 5000  |
| "Shampoo no Nioi ga Shita" (яп. シャンプーの匂いがした)            | 2018 | 8                       | 18                      | - Япония: 9700  |
| "Rikaisha" (яп. 理解者)                                            | 2018 | 14                      | 30                      | - Япония: 12100 |
| "Nani mo Shite Agerarenai" (яп. 何もしてあげられない)              | 2019 | 4                       | 15                      | - Япония: 30637 |
| "Muzui" (яп. ムズイ)                                               | 2020 | 2                       | 17                      | - Япония: 34352 |
| "Kaze wa Fuiteru ka?" (яп. 風は吹いてるか？)                       | 2020 | 2                       | 8                       | - Япония: 54140 |
| "Boku ga Motteru Mono Nara" (яп. 僕が持ってるものなら)             | 2021 | 2                       | 8                       | - Япония: 73415 |
| "Kakusei" (яп. 覚醒)                                               | 2021 | 2                       | 3                       | - Япония: 59306 |
| "Kumorizora no Mukō wa Hareteiru" (яп. 曇り空の向こうは晴れている) | 2022 | 2                       | 5                       | - Япония: 58582 |

## Фильмография

### Телевидение
| Год          | Название                                             | Роль                    | Примечание                              |
| ------------ | ---------------------------------------------------- | ----------------------- | --------------------------------------- |
| 2017         | Dive!!                                               | Ученица начальной школы | Озвучка                                 |
| 2018-present | 22/7 Keisanchu                                       | Сакура Фудзима          | Эстрадное шоу группы 22/7               |
| 2019         | «Госпожа Кагуя: В любви как на войне»                | Бетси Бельтуаз          | Озвучка; эпизод 4                       |
| 2019         | Fate/Grand Order — Absolute Demonic Front: Babylonia | Маленькая девочка       | Озвучка; эпизод 5                       |
| 2020         | 22/7                                                 | Сакура Фудзима          | ТВ-сериал                               |
| 2020         | Hypnosis Mic: Division Rap Battle: Rhyme Anima       | Женщина Б               | Озвучка; эпизод 1                       |
| 2021         | Joran: The Princess of Snow and Blood                | Сацуки                  | Озвучка; эпизод 12                      |
| 2021         | Peach Boy Riverside                                  | Беретто                 | Озвучка                                 |
| 2021         | Let’s Make a Mug Too: Second Kiln                    | Химена Вальдес          | Озвучка                                 |
| 2023         | Tomo-chan Is a Girl!                                 | Кэрол Олстон            | Озвучка в японском и английском дубляже |

### Анимация
| Год  | Название              | Роль           | Примечание                                     |
| ---- | --------------------- | -------------- | ---------------------------------------------- |
| 2018 | The Girls on That Day | Сакура Фудзима | 22/7 — первый мультфильм до выхода телесериала |

### Фильмы
| Год  | Название                          | Роль           | Примечание            |
| ---- | --------------------------------- | -------------- | --------------------- |
| 2019 | Pandora to Akubi                  | Акуби          | Главная роль; озвучка |
| 2021 | The House of the Lost on the Cape | Дзасики-вараси | Озвучка               |

### Видеоигры
| Год  | Название                                           | Роль          | Примечание         |
| ---- | -------------------------------------------------- | ------------- | ------------------ |
| 2020 | Magia Record: Puella Magi Madoka Magica Side Story | Эшли Тейлор   | [ 35 ]             |
| 2021 | Kimi wa Yukima ni Koinegau                         | н/д           | [ 36 ]             |
| 2022 | Overwatch 2                                        | Кирико Камори | Английская озвучка |
| 2024 | Marvel Rivals                                      | Пени Паркер   | Английская озвучка |

### Другое
| Год  | Название    | Роль              | Примечание                          |
| ---- | ----------- | ----------------- | ----------------------------------- |
| 2021 | Sacra Music | SACRA Rokuban-cho | Виртуальный аниме-помощник; озвучка |